# Rogas iliganensis
Rogas iliganensis är en stekelart som beskrevs av Roy D. Shenefelt 1975. Rogas iliganensis ingår i släktet Rogas och familjen bracksteklar. Inga underarter finns listade i Catalogue of Life.